# Paguristes crinitimanus
Paguristes crinitimanus is een tienpotigensoort uit de familie van de Diogenidae. De wetenschappelijke naam van de soort is voor het eerst geldig gepubliceerd in 2008 door McLaughlin.